# Semjon Jefimowitsch Belosjorow
Semjon Jefimowitsch Belosjorow (russisch Семён Ефимович Белозёров; * 6. Februar 1904; † 1987) war ein russisch-sowjetischer Mathematiker und Spezialist auf dem Gebiet der Geschichte der Mathematik. Er war Professor, Kandidat der physikalischen und mathematischen Wissenschaften und Direktor der Rostower Staatlichen Universität in den Jahren 1938–1954.

## Leben
Semjon Belosjorow studierte an der Dorfschule Kulikovo (heute Rajon Kalatschinskij der Oblast Omsk). In seiner Jugendzeit arbeitete er als Hirte in seinem Dorf. Im Alter von 18 Jahren schrieb er sich bei RabFak ein und schloss dann mit Auszeichnung an der Fakultät für Physik und Mathematik der Staatlichen Universität Saratow ab und begann dort als Lehrer zu arbeiten.
Im Jahr 1938 wurde er zum Direktor der Rostower Staatlichen Universität ernannt und blieb auf diesem Posten in den schwierigsten Jahren der Universität. Im Jahr 1939 verteidigte er unter der Leitung von Professor Mark Vygodskij seine Dissertation zum Thema „Aus der Geschichte der Theorie der Funktionen einer komplexen Variablen“. Er war einer der ersten Wissenschaftler in der UdSSR, die sich auf das Gebiet der Geschichte der Mathematik spezialisierten (das zu dieser Zeit von den sowjetischen akademischen Kreisen zweideutig betrachtet wurde) und insbesondere die Geschichte der Theorie der analytischen Funktionen studierte. Er war der Autor einer Reihe von wissenschaftlichen Arbeiten und Monographien, darunter Die wichtigsten Stufen in der Entwicklung der allgemeinen Theorie der analytischen Funktionen (1962) und Fünf berühmte Probleme der Antike (1975).
Er legte den Grundstein für ein gründliches Studium der Geschichte der Staatlichen Universität Saratow und war der Autor verschiedener Veröffentlichungen zu diesem Thema. Viele Jahre hielt er die spezielle Vorlesung „Geschichte und die moderne Theorie berühmter Probleme der Antike“ an der Rostower Universität.
Er starb 1987.